# Calosso
Calosso är en ort och kommun i provinsen Asti i regionen Piemonte i Italien. Kommunen hade 1 244 invånare (2018).